# Venusberg-Wolfsäcker-Besental/Halde
Das Naturschutzgebiet (NSG) Venusberg – Wolfsäcker – Besental/Halde, oder auch nur kurz Venusberg, liegt im baden-württembergischen Landkreis Böblingen in Deutschland.

## Lage
Das Schutzgebiet umfasst sechs eng verbundene Teilflächen, die auf Aidlinger Gemeindegebiet liegen, zwischen dem Hauptort selbst und dem Ortsteil Lehenweiler. Das mit 115 Hektar größte Naturschutzgebiet im Landkreis Böblingen setzt sich aus verschieden geprägten Flächen zusammen: Heide, Wald und Wiesen, Gebüsch, Hecken und Steinriegel sowie Sukzessionsflächen. Es liegt im Naturraum 122-Obere Gäue und wird fast vollständig umschlossen vom Landschaftsschutzgebiet  Aidlingen, das die Nummer 1.15.091 führt. Es ist außerdem Teil des FFH-Gebiets Nr. 7319-341 Gäulandschaft an der Würm.

## Schutzzweck
Schutzzweck ist die Erhaltung und Sicherung einer reich strukturierten Landschaft von eng miteinander verbundenen Heide-, Wald- und Wiesenflächen, Gebüschen, Hecken, Steinriegeln und wertvollen Bereichen natürlicher Vegetationsentwicklung (Sukzession) als Lebensraum einer vielfältigen Flora und Fauna und als ruhiges Erholungsgebiet.

## Reste der „Bernhard“-Anlage

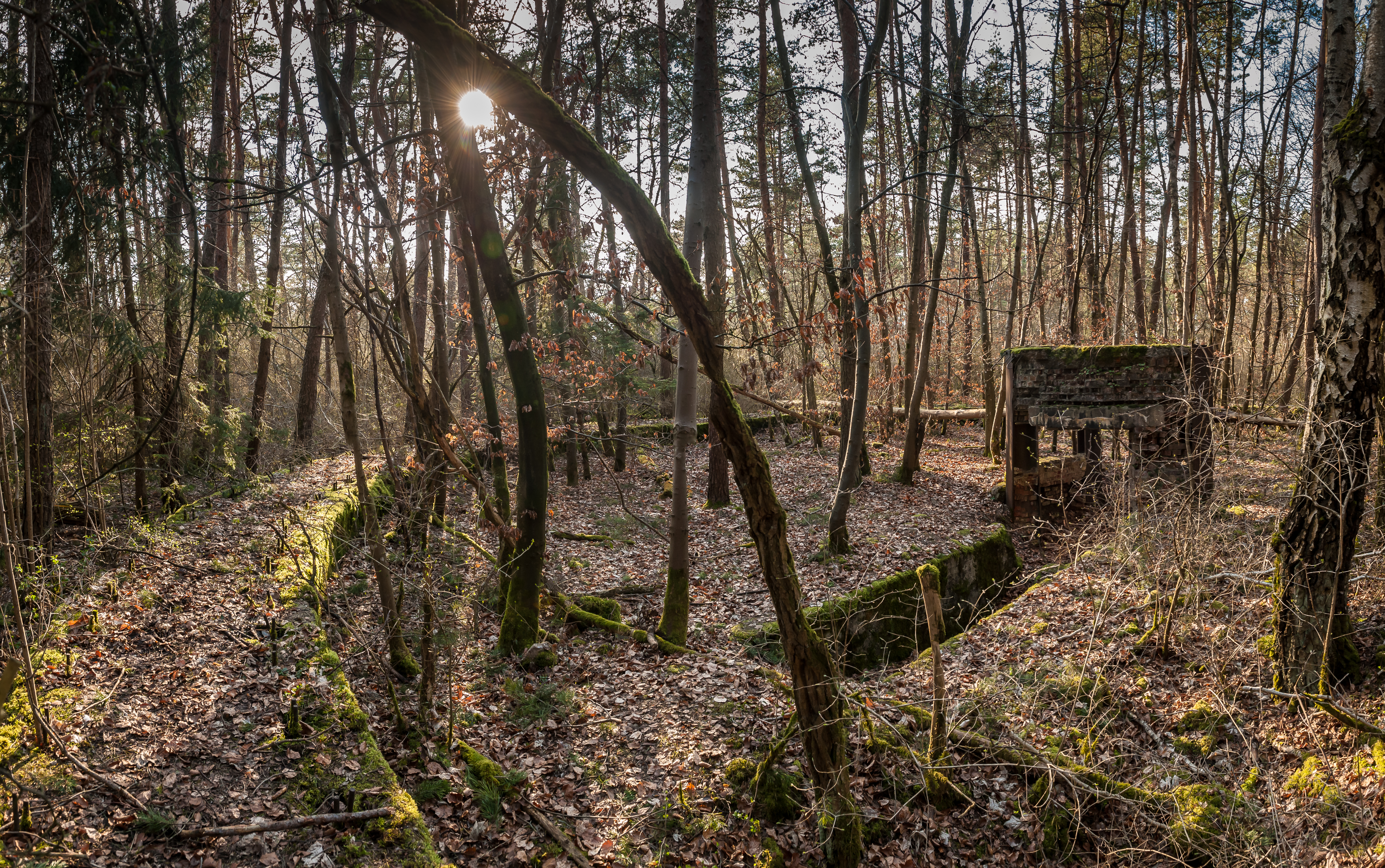
Reste der „Bernhard“-Anlage

Ab Mitte 1944 wurde auf dem Venusberg eine UKW-Drehfunkfeueranlage FuSAn 724/725, Deckname „Bernhard“, erbaut. Beim Herannahen der alliierten Streitkräfte wurde sie im April 1945 gesprengt. Die Reste des Fundaments der Antennenanlage sowie zweier Mannschaftsbaracken sind noch sichtbar.